# Konkurs Piosenki Eurowizji Junior 2008
6. Konkurs Piosenki Eurowizji Junior odbył się 22 listopada 2008 w Limassol w Centrum Sportowym Spiros Kiprianu. Koncert zorganizowała Europejska Unia Nadawców i cypryjski nadawca publiczny Cyprus Broadcasting Corporation (CyBC).
W konkursie wzięło udział 15 państw. Zwyciężył zespół Bzikebi, reprezentanci Gruzji, z utworem „Bzz...”.

## Organizacja

### Zmiany w regulaminie
W związku z krytyką głosowania politycznego, które podejrzewano podczas finałów konkursu w poprzednich latach, Europejska Unia Nadawców (EBU) zdecydowała się wprowadzić głosowanie jurorskie, które miało 50% wpływu na końcowy wynik. Organizacja ograniczyła także liczbę osób mogących wystąpić podczas danej prezentacji – z ośmiu na sześciu wykonawców. Regulamin został wzbogacony także o zapis dotyczący możliwości współtworzenia konkursowych piosenek przez dorosłych muzyków z zastrzeżeniem, że prawa autorskie należą do osoby wykonującej utwór podczas konkursu.

## Kraje uczestniczące

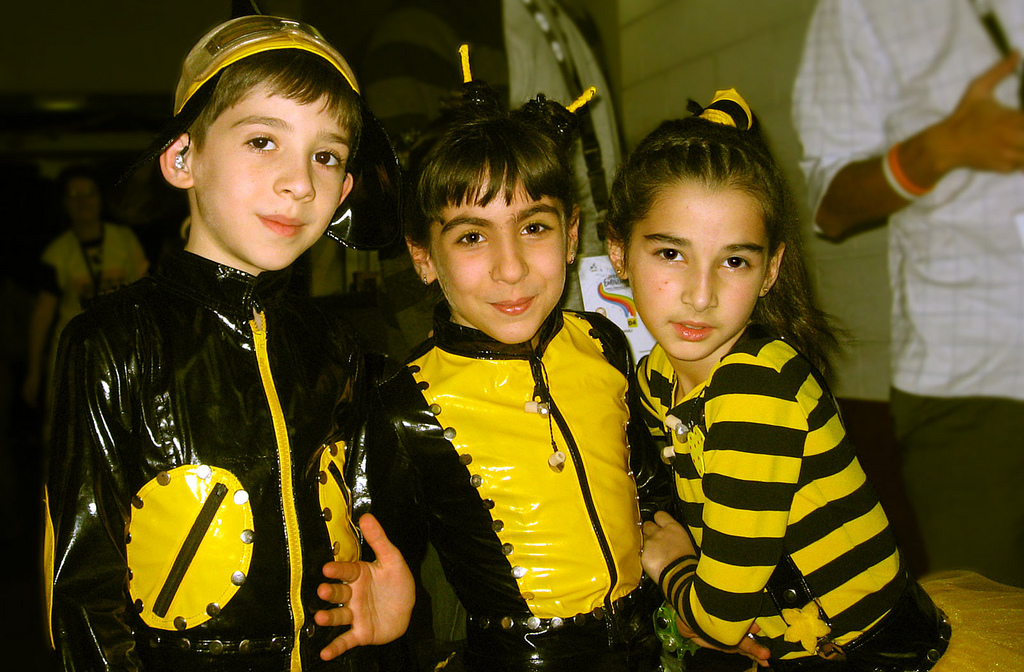
Zespół Bzikebi, zwycięzca 6. Konkursu Piosenki Eurowizji dla Dzieci

W finale konkursu wzięli udział reprezentanci 15 nadawców publicznych. Z uczestnictwa w widowisku wycofały się telewizje z Portugalii i Szwecji – portugalska telewizja Rádio e Televisão de Portugal (RTP) stwierdziła, że nie jest dłużej zainteresowana udziałem w konkursie, natomiast szwedzka stacja TV4 zapewniła powrót do udziału w przyszłości. Początkowo wysłanie swojego reprezentanta na konkurs rozważał także nadawca z Azerbejdżanu, jednak krajowa stacja İctimai TV wycofała się z udziału na miesiąc przed rozegraniem finału z powodu braku środków na odpowiednie przygotowanie wykonawcy, oraz Bośni i Hercegowiny, która ostatecznie podjęła decyzję o nieuczestniczeniu w widowisku z powodu problemów finansowych. Z tego samego powodu w imprezie nie zadebiutowała telewizja z Izraela Israel Broadcasting Authority (IBA), która planowała udział. Swój powrót do stawki konkursowej zapowiadał także nadawca z Polski, Telewizja Polska, jednak ostatecznie poinformował o rezygnacji z udziału w konkursie.
Ceremonia losowania pozycji startowych przez przewodniczących każdej delegacji biorącej udział w konkursie odbyła się 13-14 października. Trzy dni wcześniej do sprzedaży trafił oficjalny album kompilacyjny zawierający wszystkie finałowe piosenki.

### Finał
| L.p. | Kraj      | Wykonawca                                     | Utwór                                 | Język        | Miejsce | Punkty |
| ---- | --------- | --------------------------------------------- | ------------------------------------- | ------------ | ------- | ------ |
| 1    | Rumunia   | Mădălina & Andrada                            | „Salvați planeta”                     | rumuński     | 9       | 58     |
| 2    | Armenia   | Monika Manucharova                            | „Im ergi hnczjune” (Իմ երգի հնչյունը) | ormiański    | 8       | 59     |
| 3    | Białoruś  | Darja Nadzіna, Karyna Żukowіcz і Ałіna Mołasz | „Sierdce Biełarusi” (Сердце Беларуси) | rosyjski     | 6       | 86     |
| 4    | Rosja     | Michaił Puntow                                | „Spit angel” (Спит ангел)             | rosyjski     | 7       | 73     |
| 5    | Grecja    | Niki Janutsu                                  | „Kapia nichta” (Καποια νύχτα)         | grecki       | 14      | 19     |
| 6    | Gruzja    | Bzikebi                                       | „Bzz...”                              | sztuczny     | 1       | 154    |
| 7    | Belgia    | Oliver                                        | „Shut Up”                             | niderlandzki | 11      | 45     |
| 8    | Bułgaria  | Krestiana Kresteva                            | „Edna meczta” (Една мечта)            | bułgarski    | 15      | 15     |
| 9    | Serbia    | Maja Mazić                                    | „Uvek kad u nebo pobledam”            | serbski      | 12      | 37     |
| 10   | Malta     | Daniel Testa                                  | „Junior Swing”                        | angielski    | 4       | 100    |
| 11   | Holandia  | Marissa                                       | „1 dag”                               | niderlandzki | 13      | 27     |
| 12   | Ukraina   | Wiktorija Petryk                              | „Matrosy” (Матроси)                   | ukraiński    | 2       | 135    |
| 13   | Litwa     | Eglė Jurgaitytė                               | „Laiminga diena”                      | litewski     | 3       | 103    |
| 14   | Macedonia | Bobi Andonow                                  | „Prati mi SMS” (Прати ми СМС)         | macedoński   | 5       | 93     |
| 15   | Cypr      | Elena Manuri i Charis Sawa                    | „Jupi ja!” (Γιούπι για!)              | grecki       | 10      | 46     |

#### Tabela punktacyjna finału
|                                                                                                |           | Kraje głosujące |          |       |        |        |        |          |        |       |          |         |       |           |      |    |    |
| Suma punktów                                                                                   | Rumunia   | Armenia         | Białoruś | Rosja | Grecja | Gruzja | Belgia | Bułgaria | Serbia | Malta | Holandia | Ukraina | Litwa | Macedonia | Cypr |    |    |
| Uczestnicy konkursu                                                                            | Rumunia   | 58              |          | 4     | 2      | 2      | 2      | 2        | 2      | 1     | 5        | 3       | 2     | 4         | 1    | 8  | 8  |
| Uczestnicy konkursu                                                                            | Armenia   | 59              | 3        |       | 5      | 6      | 6      | 8        | 6      | 7     |          |         | 3     | 3         |      |    |    |
| Uczestnicy konkursu                                                                            | Białoruś  | 86              | 5        | 5     |        | 10     | 4      |          | 10     | 6     | 7        | 7       | 4     | 5         | 3    | 5  | 3  |
| Uczestnicy konkursu                                                                            | Rosja     | 73              |          | 10    | 12     |        | 3      | 5        |        | 2     | 2        | 6       | 1     | 7         | 8    | 1  | 4  |
| Uczestnicy konkursu                                                                            | Grecja    | 19              |          |       |        |        |        |          |        |       |          |         |       |           |      |    | 7  |
| Uczestnicy konkursu                                                                            | Gruzja    | 154             | 6        | 12    | 8      | 12     | 10     |          | 12     | 12    | 10       | 8       | 12    | 12        | 12   | 4  | 12 |
| Uczestnicy konkursu                                                                            | Belgia    | 45              | 2        | 2     | 1      | 1      |        | 4        |        |       | 3        | 2       | 10    | 2         | 4    | 2  |    |
| Uczestnicy konkursu                                                                            | Bułgaria  | 15              |          |       |        |        |        |          |        |       |          |         |       |           |      | 3  |    |
| Uczestnicy konkursu                                                                            | Serbia    | 37              | 1        | 1     |        | 3      |        | 6        | 1      |       |          |         |       | 1         |      | 12 |    |
| Uczestnicy konkursu                                                                            | Malta     | 100             | 7        | 7     | 4      | 5      | 7      | 7        | 7      | 8     | 1        |         | 6     | 10        | 7    | 6  | 6  |
| Uczestnicy konkursu                                                                            | Holandia  | 27              |          |       | 3      |        |        |          | 5      |       |          | 1       |       |           | 5    |    | 1  |
| Uczestnicy konkursu                                                                            | Ukraina   | 135             | 12       | 8     | 10     | 8      | 8      | 12       | 3      | 10    | 6        | 12      | 7     |           | 10   | 7  | 10 |
| Uczestnicy konkursu                                                                            | Litwa     | 103             | 8        |       | 6      | 7      | 1      | 10       | 8      | 3     | 12       | 10      | 8     | 6         |      | 10 | 2  |
| Uczestnicy konkursu                                                                            | Macedonia | 93              | 10       | 6     | 7      | 4      | 5      | 3        | 4      | 5     | 8        | 5       | 5     | 8         | 6    |    | 5  |
| Uczestnicy konkursu                                                                            | Cypr      | 46              | 4        | 3     |        |        | 12     | 1        |        | 4     | 4        | 4       |       |           | 2    |    |    |
| Przed rozpoczęciem ogłaszania wyników wszystkie państwa otrzymały automatycznie po 12 punktów. |           |                 |          |       |        |        |        |          |        |       |          |         |       |           |      |    |    |